# Земская почта Бердянского уезда
Зе́мская по́чта Бердя́нского уе́зда — земская почта, организованная земской управой Бердянского уезда Таврической губернии. Земская почта Бердянского уезда существовала с 1867 года. В уезде выпускались собственные земские почтовые марки.

## История почты
Бердянская уездная земская почта была открыта 18 сентября 1867 года. В её задачи вначале входила доставка казённой и земской служебной корреспонденции. Почтовые отправления отправлялись из уездного центра (города Бердянска) дважды в неделю по двум земским трактам. С 15 апреля 1872 года для оплаты доставки частной корреспонденции введены земские почтовые марки.

## Выпуски марок
Первые бердянские земские марки были выпущены 15 апреля 1872 года. На них был изображён герб Бердянского уезда и они имели номинал 10 копеек. Печать марок трёхцветная: чёрный, зелёный и синий цвета.
Со времени эмиссии земских марок 730 экземпляров марки уездная управа наклеила на почтовые отправления, адресованные в уезд, и всего лишь 10 экзмпляров были реализованы в волостях уезда. По этой причине уездная управа приняла решение об отмене земских марок уезда и о бесплатной пересылке частных писем.
Всего, судя по данным денежного отчета управы за 1872 год, было продано 878 экземпляров на сумму 87 рублей 80 копеек за период нахождения марок в обращении и ещё на 30 рублей было продано марок в первой половине 1873 года уже после их отмены 2 октября 1872 года: «Выручено от продажи иностранцу Эдуарду Керберу земских почтовых марок 30 рублей».

## Пробные марки
Перед выпуском земских марок земская управа Бердянского уезда провела многочисленные пробы, опробовав пять цветов, различные сочетания цветов и различные цвета бумаги.
Известны пробные марки земской почты Бердянского уезда чёрного цвета, как с зубцовкой, так и без зубцовки.